# 松岡館
松岡館（まつおかやかた）は、福井県永平寺町の松岡葵の土地にあった松岡陣屋の別称。越前松岡藩の藩庁が置かれていた。当時は御館（松岡御館）と呼ばれていた。

## 歴史
正保2年（1645年）8月、越前福井藩第3代藩主の松平忠昌が没すると、同年11月に遺領のうち、足羽郡、吉田郡、丹生郡、坂井郡、今立郡、南条郡、大野郡の108村、5万石が忠昌の庶長子であった松平昌勝に分知され、新たな藩「松岡藩」が創設された
。
ただし格式として城主格ではなかったため、城の建築は許されず、藩主の居館・藩の政庁として陣屋（御館）が建てられることとなった。
陣屋は、吉田郡芝原庄江上村にある九頭竜川南岸の河岸段丘の上に置くこととされ、同地は「松岡」と名付けられた。松岡の「岡」は、段丘にある地形から、「松」は、松平の松とも、ここに松林があったからともいう。
慶安元年（1648年）11月、造営が開始された。造営は、福井藩からの分封に伴い昌勝付きの松岡藩士となった、軍学者の片山良庵が担当した。縄張り自体は陣屋らしく、二重の方形による構えの簡素なものであった。中心となる御館は総坪数7780坪、その周りに土居と水堀が巡らされ、その内側は「御構之内」、外側は「御構之外」と呼ばれた。「御構之内」には123の侍屋敷が配され、「御構之外」には軽輩の屋敷（御徒屋敷20、御坊主屋敷9、足軽屋敷125など）が置かれた。
承応3年（1654年）6月、藩主松平昌勝が初入部した。元禄6年（1693年）7月、昌勝が没し、三男の松平昌平（のちの松平宗昌）が第2代藩主となった。享保6年（1721年）12月、福井藩主松平吉邦の死没により、昌平が本藩福井藩を継ぐこととなったため、松岡藩は本藩に併合されて廃藩となり、藩庁であった松岡陣屋も廃された。

## 現代
松岡陣屋を中心とした「城下町」としての松岡の藩政の歴史は、造営から廃止まで50余年間ほどであった。松岡陣屋が廃されてから250年以上が経過した後の松岡について、司馬遼太郎は、『街道をゆく』で、「古雅なおもむき」があるとし、「災害の多かった、福井、大野、勝山といった城下町よりも、松岡の町のほうがはるかにそれらしいにおいがある。」と評した。
松岡陣屋の跡には、初代藩主松平昌勝が愛したと伝えられる椿、「お館の椿」（町指定天然記念物）が今に残されている。